# HMS Exeter (68)
HMS Exeter (68) là một tàu tuần dương hạng nặng của Hải quân Hoàng gia Anh Quốc thuộc lớp York. Nó đã phục vụ trong Chiến tranh Thế giới thứ hai khi đối đầu với thiết giáp hạm bỏ túi Đức Admiral Graf Spee trong trận River Plate vào ngày 13 tháng 12 năm 1939, và bị hư hại nặng khiến phải mất thời gian để sửa chữa. Sau đó Exeter được gửi sang Viễn Đông và bị tàu chiến Nhật Bản đánh chìm vào năm 1942.

## Thiết kế và chế tạo
Exeter được đặt hàng hai năm trễ hơn con tàu chị em York, nên thiết kế của nó tích hợp những cải tiến nhờ kinh nghiệm hoạt động của chiếc dẫn trước. Mạn thuyền rộng hơn 0,3 m (1 ft) để chịu đựng trọng lượng bên trên nặng hơn, Và lỗ thoát khí của các nồi hơi được sáp nhập ra phía sau, cho phép các ống khói thẳng đứng cách xa cầu tàu, thay vì dạng nghiêng như trên chiếc York để giữ cho khói thoát ra cách xa cầu tàu. Kết quả là các cột ăn-ten được đặt thẳng đứng, và ống khói phía sau dày hơn cho hợp kiểu dáng. Cũng vì thế, cầu tàu được hạ thấp, trong khi York được nâng cao do dự tính bố trí máy bay phía trước, và thiết kế cầu tàu của Exeter là kiểu vây kín hiện đại, được tích hợp trên mọi thiết kế tàu tuần dương sau này. Vì nóc của tháp pháo chính 203 mm (8 inch) không đủ mạnh để mang máy phóng dự định cho chiếc York, Exeter có một cặp máy phóng cố định hướng chéo ra ở giữa tàu, và một cần cẩu thu hồi bên mạn phải.
Exeter được đặt lườn vào ngày 1 tháng 8 năm 1928 tại xưởng hải quân Devonport, Plymouth, Devon. Nó được hạ thủy vào ngày 18 tháng 7 năm 1929 và hoàn tất vào ngày 27 tháng 7 năm 1931.

### Cải biến
Vào năm 1932, Exeter được thêm những tấm thép hông giữa tàu cho đến sàn phía trên để đóng kín sàn chính dạng mở kéo dài đến ống khói phía sau (không như lớp County, lớp York không có sàn tàu phẳng). Điều này cung cấp thêm những khoảng kín để ở và làm việc. Đến năm 1935, các súng máy Vicker nhiều nòng được dự định cuối cùng cũng được thay thế bằng pháo phòng không QF 2-pounder. Vào đầu chiến tranh, các khẩu pháo 102 mm (4 inch) nòng đơn được thay thế bằng kiểu Mark XVI nòng đôi hiện đại, và khẩu đội Oerlikon 20 mm nòng đơn được bổ sung trên cả hai tháp pháo 'B' và 'Y'. Radar cảnh báo trên không Kiểu 286 được bổ sung, đòi hỏi phải thay thế cột ăn-ten bằng kiểu ba chân, loại radar bước sóng mét đơn sơ này có các ăn-ten truyền (Tx) và nhận tín hiệu (Rx) riêng biệt, mỗi chiếc trên một đầu cột. Radar Kiểu 284 được trang bị trên tháp kiểm soát hỏa lực bên trên cầu tàu để cung cấp thông tin tầm xa và điểm rơi của đạn pháo.

## Lịch sử hoạt động
Khi hoàn tất, Exeter gia nhập Hải đội Tuần dương 2 thuộc Hạm đội Đại Tây Dương, nơi nó phục vụ từ năm 1931 đến năm 1934. Vào năm 1935 nó được bố trí đến châu Mỹ và West Indies Station cho đến năm 1939, và được tạm thời bố trí đến Địa Trung Hải trong cuộc khủng hoảng Abyssinia trong những năm 1935 và 1936.

### Chiến tranh Thế giới thứ hai
Khi Chiến tranh Thế giới thứ hai bùng nổ, Exeter cùng với tàu tuần dương HMS Cumberland tham gia hình thành nên Hải đội Nam Mỹ. Cùng với các tàu tuần dương hạng nhẹ HMS Ajax và HMNZS Achilles thuộc lớp Leander, nó đã đối đầu với thiết giáp hạm bỏ túi Đức Admiral Graf Spee trong trận River Plate vào ngày 13 tháng 12 năm 1939, mà cuối cùng đã đưa đến việc Admiral Graf Spee phải tự đánh đắm nhiều ngày sau đó. Trong trận này, Exeter đã hoạt động như một đội riêng của chính nó, trong khi Achilles và Ajax thuộc đội bên kia, nhằm chia tách phân tán hỏa lực của Graf Spee. Exeter bị bắn trúng bảy quả đạn pháo 279 mm (11 inch) cùng nhiều phát suýt trúng gây hư hại đáng kể bởi mảnh đạn pháo, khiến 61 thành viên thủy thủ đoàn thiệt mạng cùng 23 người khác bị thương. Tất cả ba tháp pháo 203 mm (8 inch) đều bị loại khỏi vòng chiến, và tốc độ của con tàu bị giảm còn 33 km/h (18 knot), buộc nó phải rút lui khỏi trận chiến. Exeter hướng đến cảng Stanley thuộc quần đảo Falkland để được sửa chữa khẩn cấp, vốn kéo dài cho đến tháng 1 năm 1940, rồi sau đó quay trở về Devonport bằng chính động lực của nó để được sửa chữa toàn diện từ tháng 2 năm 1940 đến tháng 3 năm 1941. Trong khi đang được sửa chữa, vị chỉ huy của nó, Đại tá Hải quân W.N.T. Beckett MVO DSC từ trần vào ngày 10 tháng 3 năm 1941 tại bệnh viện Saltash, do biến chứng của cuộc phẫu thuật liên quan đến những vết thương mà ông mắc phải trước đó. Ông từ trần đúng vào ngày Exeter dự định hoạt động trở lại. Vị trí của ông được thay thế bởi Đại tá Hải quân Oliver Loudon Gordon.
Khi quay trở lại hạm đội vào năm 1941, Exeter tham gia hộ tống các đoàn tàu vận tải vượt Đại Tây Dương, bao gồm đoàn tàu vận tải WS-8B đi đến Trung Đông vào lúc diễn ra việc đánh chìm thiết giáp hạm Bismarck. Sau đó, nó chuyển sang Viễn Đông. Khi Đế quốc Nhật Bản tham chiến vào tháng 12 năm 1941, Exeter nằm trong thành phần lực lượng hải quân của ABDA để bảo vệ Đông Ấn thuộc Hà Lan (Indonesia) khỏi sự xâm chiếm của Nhật Bản.

### Bị mất

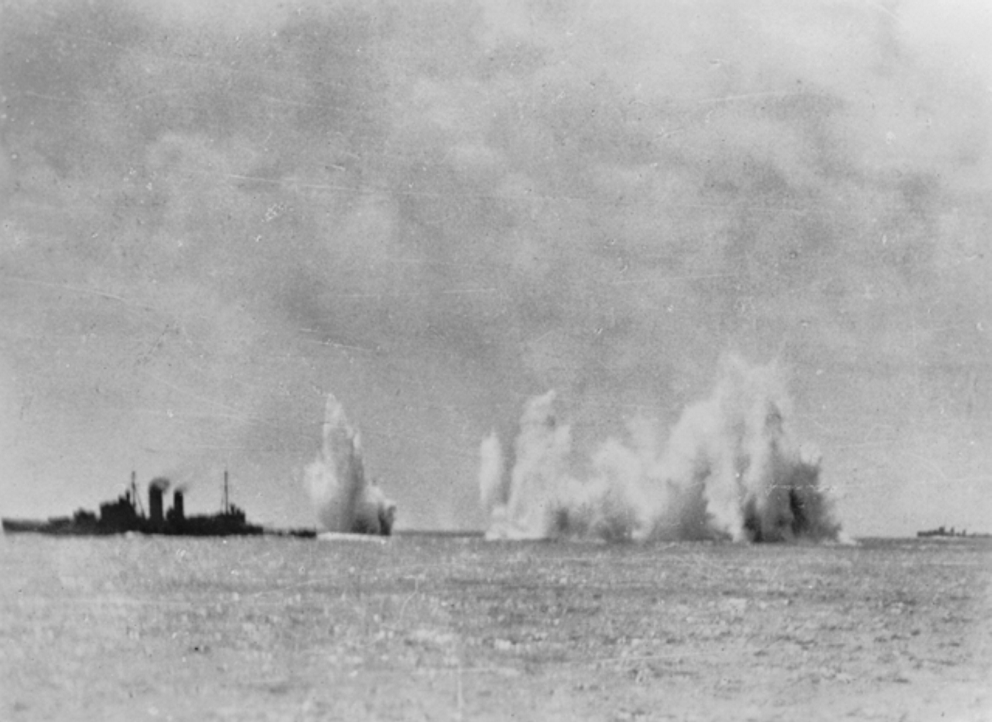
Exeter đang bị tấn công trong trận chiến biển Java thứ nhất.

Vào ngày 27 tháng 2 năm 1942, Exeter bị hư hại trong trận chiến biển Java khi nó trúng phải một quả đạn pháo 203 mm (8 inch) vào một phòng nồi hơi, và bị buộc phải quay trở về Surabaya để sửa chữa. Tàu khu trục HMS Electra được cử đi theo hộ tống cho việc rút lui của nó bị đánh chìm.
Hai ngày sau, khi tìm cách đi đến eo biển Sunda, nó bị đánh chặn bởi các tàu tuần dương hạng nặng Nhật Bản Nachi, Haguro, Myoko và Ashigara cùng các tàu khu trục Akebono, Ikazuchi, Inazuma, Yamakaze và Kawakaze vào sáng ngày 1 tháng 3 năm 1942. Trận chiến biển Java thứ hai diễn ra, gọi đúng là Trận chiến ngoài khơi đảo Bawean, và Exeter nhanh chóng bị hư hại bởi hỏa lực pháo, một phát bắn trúng đã làm mất điện toàn thể con tàu. Thuốc nổ được cho kích nổ để tự đánh đắm và con tàu bắt đầu chìm, thoạt tiên bị nghiêng sang mạn trái nhưng rồi trúng phải một quả ngư lôi phóng từ tàu khu trục Inazuma bên mạn phải, khiến nó cân bằng trở lại trước khi lật nghiêng sang mạn phải và bị chìm vào khoảng giữa trưa. Các tàu khu trục theo hộ tống nó HMS Encounter và USS Pope cũng bị mất; Pope tạm thời thoát ra khỏi trận đánh, để rồi bị không kích đánh chìm chỉ vài giờ sau đó. Khoảng 800 thủy thủ Đồng Minh, bao gồm chỉ huy của chiếc Exeter, Đại tá Hải quân Oliver Gordon, được quân Nhật vớt lên và trở thành tù binh chiến tranh.

## Tái phát hiện
Xác tàu đắm của Exeter được tìm thấy và xác định vào tháng 2 năm 2007. Nó nằm trong vùng biển Indonesia ở độ sâu 60 m (200 ft), ở cách khoảng 167 km (90 dặm) về phía Bắc đảo Bawean – cách khoảng 110 km (60 dặm) so với vị trí đắm tàu được thuyền trưởng của nó đưa ra.